# Бачення метелика
«Бачення метелика» (англ. Butterfly Vision) — український ігровий фільм 2022 року у жанрі військової драми. Вперше представлений на Каннському кінофестивалі у 2022-му році.
Повнометражний дебют українського режисера Максима Наконечного.
Українська прем'єра фільму відбулася в межах 6-го Київського тижня критики в кінотеатрі «Жовтень».
У прокат в Україні стрічка вийде 6 квітня 2023 року. 

## Сюжет
Головна героїня картини — аеророзвідниця з позивним «Метелик», яка повертається з полону. Її чекають рідні, друзі, побратими та коханий. Але нове життя приносить і нові виклики.

## Акторський склад
- Маргарита Бурковська[6]
- Любомир Валівоць
- Наталія Ворожбит
- Мирослав Гай

## Нагороди
- Фільм отримав нагороду «Найкращий фільм» у конкурсній програмі «Паралелі та зустрічі» на кінофестивалі «Palić European Film Festival[en]» у Сербії[7].

- У межах 13-го Одеського міжнародного кінофестивалю стрічка стала Найкращим українським повнометражним фільмом.[8]